# Поднимая планку
«Поднимая планку» (англ. Raising the bar) — девятый эпизод шестнадцатого сезона сериала «Южный парк», премьера которого состоялась 3 октября 2012 года. В этом эпизоде высмеивается отношение к толстякам в США, где их жалеют, вместо того, чтобы бороться с их лишним весом.
Серия получила премию Эмми 2013 года за лучшую анимационную программу.

## Сюжет
Картман признаёт, что он страдает ожирением, после чего начинает передвигаться с помощью мобильного скутера, как и другие толстяки. Кайл очень переживает, что планка человеческого достоинства у людей очень сильно опустилась, когда увидел по телевизору реалити-шоу «А вот и Хани Бубу», героизирующее малолетнюю невоспитанную жирную девочку. Кайл обращается к Токену за помощью в создании документального фильма об ожирении. Однако Токен видит в этом проекте отнюдь не только нравственные перспективы.
Тем временем Джеймс Кэмерон опускается на дно океана, в надежде хотя бы там найти планку.

## Пародии
- Реалити-шоу «Милашка Бу-Бу» или «А вот и Хани Бубу». В частности в данном эпизоде пародируется маленькая девочка, героиня шоу — Алана Томпсон и её мать Шеннон Джун. Обе имеют лишний вес, что и подчёркивают создатели сериала Южного парка.
- В эпизоде говорится, что только Джеймс Кэмерон может поднять планку выше, чем она есть. Речь идёт о его фильмах-рекордсменах по мировым кассовым сборам «Аватар» и «Титаник».
- Сцена, где Хани Бубу делают операцию на сердце, является отсылкой на произведение Михаила Булгакова «Собачье сердце».
- Сам факт погружения Джеймса Кэмерона является отсылкой к его реальному погружению на дно Марианского жёлоба в одиночку.

## Факты
- Джеймс Кэмерон — канадец, однако в серии он нарисован, как американец.

## Отсылки к другим эпизодам
- В этом эпизоде Картман борется с Хани Бубу за телевизионный рейтинг. Ранее борьба за рейтинги имела место в эпизоде «В погоне за рейтингами».
- Позже о Ханни Бубу упомянут в серии «Кошмар на Фейстайме».
- В начале эпизода главные герои посещают супермаркет Wal-Mart, который был разрушен в эпизоде «Кое-что о том, как пришёл Wall-Mart».